# Пантера (фильм)
«Пантера» (англ. Panther) — фильм 1995 года режиссёра Марио Ван Пиблса, снятый по сценарию его отца Мелвина Ван Пиблза, основанного на его одноимённом романе. Фильм изображает историю партии Чёрные пантеры. Некоторые факты подверглись художественной переработке, но в целом сюжет близок к реальной истории.
В фильме снимались известные актёры — Анджела Бассетт, Крис Такер, Бобби Браун и Крис Рок, который стал позже известным в кино и на телевидении. Критики отметили сильное сходство Маркуса Чонга с Хьюи Ньютоном, которого он играл.

## Сюжет
Фильм фокусируется на подъёме и упадке «Партии Чёрная Пантера для самозащиты» или «Чёрные пантеры», в эпоху подъёма движения за права негров и разочарования в пассивном сопротивлении как в инструменте борьбы за гражданские права. В фильме описана программа ФБР COINTELPRO, посредством которой власти обнаруживали и обезвреживали афро-американских политических активистов.
В фильме также описано, как преступные группировки в сотрудничестве с американской разведкой (ФБР / ЦРУ) «наводняют» внутренне-городские африканские гетто тяжёлыми наркотиками — героином и кокаином, и что мафия (вероятно итальянская) согласились поставлять беспрецедентно большое количество наркотиков и распространять их в «проблемных зонах», в которых имели силу «чёрные пантеры», с тем, чтобы «успокоить» местное население.
Фильм предполагает, что в дальнейшем огромные количества наркотиков быстро вышли за пределы «проблемных зон» и стали причиной эпидемии наркомании в США в 1980-х и 1990-х годах. Титрами, показанными в заключении фильма, отмечено, что в 1970-е годы в США было 300 000 наркоманов, а «на вчерашний день» их насчитывалось уже 3 000 000. Фильм посвящён «Чёрным пантерам, сложившим свои жизни в борьбе».

## Награды
1995 год — «Серебряный леопард» Кинофестиваля в Локарно.

## Актёры
- Кадим Хардисон — Джадж
- Уэсли Джонатан — Бобби Хаттон[англ.]
- Букем Вудбайн — Тайрон
- Джо Дон Бейкер — Бриммер
- Майкл Эммет Уолш — Дорсетт
- Кортни Вэнс — Бобби Сил
- Тайрин Тернер — Сай
- Маркус Чонг — Хьюи Ньютон
- Энтони Грифит — Элдридж Кливер
- Крис Рок — Юк Мауф
- Марио Ван Пиблc — Стокли Кармайкл
- Крис Такер — телохранитель
- Бобби Браун — Роуз
- Анджела Бассетт — Бетти Шабазз[англ.]
- Дженифер Льюис — Рита
- Энтони Джонсон — Сабу
- Дик Грегори — Преподобный Слокум
- Кул Мо Ди — Джамааль
- Ламард Тейт — Джин Мак Кинни
- Роджер Гуэнвёр Смит — Прюитт
- Ричард Дайсарт — Эдгар Гувер
- Джеймс Руссо — Роджерс
- Нефертити — Альма
- Джерис Ли Пойнтдекстер — темнокожий полицейский
- Мелвин Ван Пиблc — старый заключенный